# Impatiens napoensis
Impatiens napoensis är en balsaminväxtart som beskrevs av Yi Ling Chen. Impatiens napoensis ingår i släktet balsaminer, och familjen balsaminväxter. Inga underarter finns listade i Catalogue of Life.